# Hartshorne
Hartshorne é uma cidade localizada no estado norte-americano de Oklahoma, no Condado de Pittsburg.

## Demografia
Segundo o censo norte-americano de 2000, a sua população era de 2102 habitantes.
Em 2006, foi estimada uma população de 2075, um decréscimo de 27 (-1.3%).

## Geografia
De acordo com o United States Census Bureau tem uma área de
9,3 km², dos quais 9,0 km² cobertos por terra e 0,3 km² cobertos por água. Hartshorne localiza-se a aproximadamente 214 m acima do nível do mar.

## Localidades na vizinhança
O diagrama seguinte representa as localidades num raio de 24 km ao redor de Hartshorne.